# Echipa de rugby a Irlandei
Echipa națională de rugby a Irlandei reprezintă Republica Irlanda și Irlanda de Nord în meciurile internaționale de rugby, Irlanda fiind una dintre națiunile majore din rugby-ul internațional. Este poreclită și Naționala foii te trifoi.
Irlanda participă anual împreună cu echipele naționale de rugby ale Angliei, Franței, Italiei, Scoției și a Țării Galilor la Turneul celor Șase Națiuni, principala competiție anuală de rugby internațional din emisfera de nord. Irlanda este una dintre echipele fondatoare ale turneului în anul 1883. Până în anul 2007 Irlanda a câștigat 10 de ediții ale turneului, reușind să realizeze un Grand-slam. A participat la toate edițiile Campionatului Mondial de Rugby cea mai bună clasificare fiind în faza optimilor de finală.

Staegul utilizat de echipa de rugby a Irlandei

Deoarece echipa reprezintă cele două părți ale Irlandei, de-a lungul timpului a existat o controversă între cele două teritorii asupra imnului și drapelului utilizate de echipă. În cele din urmă, din 1995, este utilizat un imn special compus pentru echipă, Ireland's Call (în română „Chemarea Irlandei”). La meciurile disputate pe teritoriul republicii Irlanda, imnul național al republicii Irlanda, Amhrán na bhFiann, este intonat alături de imnul echipei. Steagul utilizat este steagul celor patru provincii ale Irlandei.

## Palmares
| Palmaresul la Cupa Mondială | Palmaresul la Cupa Mondială | Palmaresul la Cupa Mondială | Palmaresul la Cupa Mondială | Palmaresul la Cupa Mondială | Palmaresul la Cupa Mondială | Palmaresul la Cupa Mondială | Palmaresul la Cupa Mondială |                    | Calificările la Cupa Mondială | Calificările la Cupa Mondială | Calificările la Cupa Mondială | Calificările la Cupa Mondială | Calificările la Cupa Mondială | Calificările la Cupa Mondială |
| An                          | Loc                         | Jucate                      | Victorii                    | Egalități                   | Înfrângeri                  | Pct M                       | Pct P                       | J                  | V                             | E                             | Î                             | M                             | P                             |                               |
| --------------------------- | --------------------------- | --------------------------- | --------------------------- | --------------------------- | --------------------------- | --------------------------- | --------------------------- | ------------------ | ----------------------------- | ----------------------------- | ----------------------------- | ----------------------------- | ----------------------------- | ----------------------------- |
| 1987                        | Sferturile de finală        | 4                           | 2                           | 0                           | 2                           | 99                          | 74                          | Calificată automat | Calificată automat            | Calificată automat            | Calificată automat            | Calificată automat            | Calificată automat            |                               |
| 1991                        | Sferturile de finală        | 4                           | 2                           | 0                           | 2                           | 120                         | 70                          | Calificată automat | Calificată automat            | Calificată automat            | Calificată automat            | Calificată automat            | Calificată automat            |                               |
| 1995                        | Sferturile de finală        | 4                           | 2                           | 0                           | 2                           | 105                         | 130                         | Calificată automat | Calificată automat            | Calificată automat            | Calificată automat            | Calificată automat            | Calificată automat            |                               |
| 1999                        | Play-off-ul sferturilor     | 4                           | 2                           | 0                           | 2                           | 124                         | 73                          | 2                  | 2                             | 0                             | 0                             | 123                           | 35                            |                               |
| 2003                        | Sferturile de finală        | 5                           | 3                           | 0                           | 2                           | 162                         | 99                          | 2                  | 2                             | 0                             | 0                             | 98                            | 17                            |                               |
| 2007                        | Faza grupelor               | 4                           | 2                           | 0                           | 2                           | 64                          | 82                          | Calificată automat | Calificată automat            | Calificată automat            | Calificată automat            | Calificată automat            | Calificată automat            |                               |
| 2011                        | Sferturile de finală        | 5                           | 4                           | 0                           | 1                           | 145                         | 56                          | Calificată automat | Calificată automat            | Calificată automat            | Calificată automat            | Calificată automat            | Calificată automat            |                               |
| 2015                        | -                           | 2                           | 2                           | 0                           | 0                           | 94                          | 17                          | Calificată automat | Calificată automat            | Calificată automat            | Calificată automat            | Calificată automat            | Calificată automat            |                               |